# You're Living All Over Me
You're Living All Over Me (traducido como Estás viviendo por todo mí) es el segundo álbum de estudio de la banda de rock alternativo Dinosaur Jr.. Fue lanzado el 14 de diciembre de 1987, a través del sello independiente SST Records.
Un refinamiento de la fórmula introducida en su debut homónimo, You're Living All Over Me presenta voces arrastradas, combinadas con guitarras fuertes y ritmos de conducción. El álbum fue bien criticado tras su lanzamiento, y ahora se lo considera un punto álgido del indie rock estadounidense de la década de 1980.

## Contenido
Se rumoreaba que el título del álbum era una frase pronunciada por el cantante y guitarrista J Mascis, frustrado por las condiciones incómodas de una larga gira. Sin embargo, Mascis ha negado esta historia.
"Poledo" es diferente del resto del álbum en que la primera mitad es una grabación lo-fi de Lou Barlow, cantando y tocando el ukelele, al igual que su propio grupo Sebadoh, mientras que la otra mitad es una colección de collages de sonido y piezas de ruido abstracto.
En 2005, el álbum se interpretó en vivo en su totalidad, como parte de la serie de conciertos "Don't Look Back" del festival inglés "All Tomorrow's Parties".

## Lanzamiento
El álbum se publicó originalmente cuando la banda aún se conocía como "Dinosaur", antes de que una demanda forzara el agregado de "Jr.". El álbum fue retirado por SST unos meses después del lanzamiento, y se imprimieron nuevas copias acreditando el nuevo nombre. La banda hizo un video musical para la canción "Little Fury Things", dirigido por Jim Spring y Jens Jurgensen.

## Legado
You're Living All Over Me está considerado como un clásico del indie y el rock alternativo.
En 2011, el álbum fue canonizado como un clásico en la historia del rock, por la aparición de un libro dedicado a él en la serie 33⅓ de Continuum, escrito por Nick Attfield. Además, se incluyó en el libro 1001 Álbumes que debes escuchar antes de morir.
A su vez, ha demostrado ser enormemente influyente, especialmente en el género naciente del shoegaze. Kevin Shields de My Bloody Valentine ha nombrado el álbum, como una influencia en su EP You Made Me Realize; las dos bandas eventualmente terminarían de gira juntas. Varias fuentes incluso reconocen la influencia del álbum en el trabajo de Nirvana.
| Publicación       | Reconocimiento                                   | Ranking |
| ----------------- | ------------------------------------------------ | ------- |
| Spin              | "Los 100 mejores álbumes entre 1985 y 2005"      | 31      |
| Pitchfork Media   | "Los 100 mejores álbumes de los 80s"             | 40      |
| Beats per Minute  | "Los 100 mejores álbumes de los 80s"             | 17      |
| Alternative Press | "Top 99 álbumes del '85 al' 95"                  | 5       |
| Acclaimed Music   | "Los álbumes más aclamados de todos los tiempos" | 429     |

## Listado de canciones
Todas las canciones escritas por Mascis, a excepción de donde es denotado.

| N.º | Título               | Duración |  |
| 1.  | «Little Fury Things» | 3:06     |  |
| 2.  | «Kracked»            | 2:50     |  |
| 3.  | «Sludgefeast»        | 5:17     |  |
| 4.  | «The Lung»           | 3:51     |  |
| 5.  | «Raisans»            | 3:50     |  |
| 6.  | «Tarpit»             | 4:36     |  |
| 7.  | «In a Jar»           | 3:28     |  |
| 8.  | «Lose (Barlow)»      | 3:11     |  |
| 9.  | «Poledo (Barlow)»    | 5:43     |  |

| Bonus tracks |                                                                                   |          |  |
| N.º          | Título                                                                            | Duración |  |
| 10.          | «Show Me the Way (original de Peter Frampton, en la edición CD de SST)»           | 3:45     |  |
| 11.          | «Just Like Heaven (original de The Cure, en las reediciones de Merge e Imperial)» | 2:53     |  |
| 12.          | «Throw Down (edición de Imperial)»                                                | 0:49     |  |
| 13.          | «In a Jar (en vivo; edición de Imperial)»                                         |          |  |

## Créditos
| Dinosaur Jr. - J Mascis – voces, guitarras, percusión - Lou Barlow – bajo, ukelele, tapes, coros; voces en "Lose" y "Poledo" - Murph – batería, percusión Músicos adicionales - Lee Ranaldo – coros en "Little Fury Things" | Personal adicional - Wharton Tiers – producción, ingeniero de sonido - Dave Pine – ingeniero de sonido - Maura Jasper – portada |

## Ediciones
| Fecha | Sello                 | Formato        | País         | Catálogo    |
| ----- | --------------------- | -------------- | ------------ | ----------- |
| 1987  | SST Records           | LP, CD, casete | USA          | SST 130     |
| 2005  | Baked Goods Records   | LP             | USA          | BG-05       |
| 2005  | Sweet Nothing Records | CD             | UK           | SNCD038     |
| 2005  | Shiny                 | CD             | Australia    | extinct2    |
| 2005  | Merge Records         | CD             | USA          | MRG244      |
| 2005  | Imperial Records      | CD             | Japón        | TECI-24289  |
| 2007  | Imperial Records      | CD             | Japón        | TECI-24426  |
| 2011  | Jagjaguwar            | LP             | USA y Canadá | JAG197      |
| 2014  | Jagjaguwar            | LP             | USA          | JAG197      |
| 2020  | Jagjaguwar            | LP             | USA          | JAG197LP-C2 |